# Førergarde

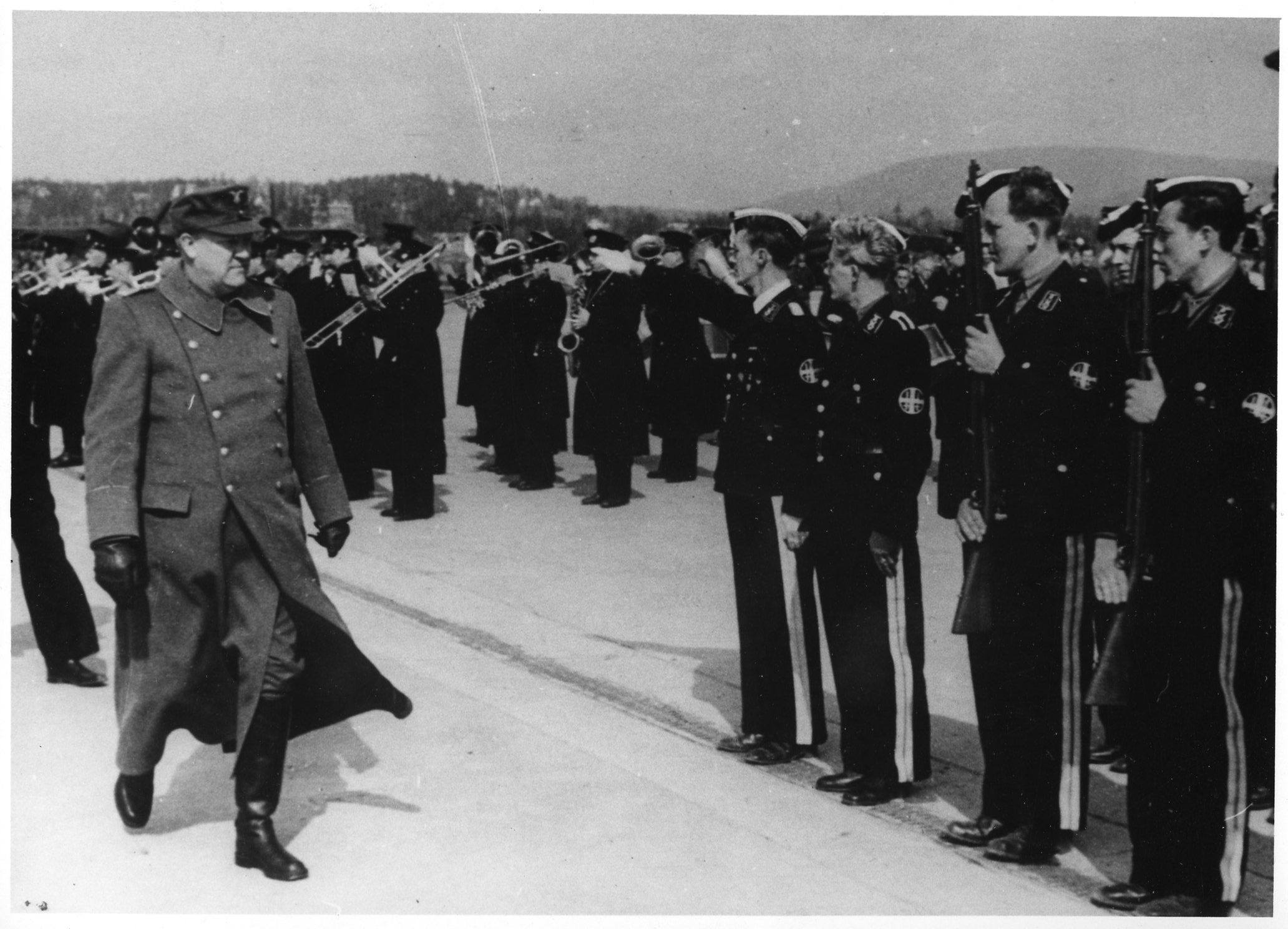
Quisling pasando revista al Førergarde. Imagen de los Archivos Nacionales de Noruega.

El Líder de la Guardia (en noruego: Førergarde) era la guardia personal de Vidkun Quisling, el líder del gobierno títere noruego durante la Segunda Guerra Mundial.
El Førergarde se fundó en abril de 1942. Al principio, contaba con unas 150 personas seleccionadas personalmente por Quisling entre los miembros de Hirden, el ala paramilitar del partido fascista Nasjonal Samling (NS). Eran sus luchadores de mayor confianza, y también realizaban tareas especiales. Con el tiempo, la unidad creció hasta el tamaño de una compañía de 250 a 300 personas. También fueron reclutados entre los veteranos del frente de la Legión Voluntaria Noruega y el SS-Polizei-Battaillon 506. El 17 de agosto de 1943, el Førergarde, junto con la policía y la organización Hirden, se unieron formalmente a las Fuerzas Armadas de Noruega.
La organización estaba dirigida por el sveitfører Per Carlson (20 de abril de 1942 - 1 de abril de 1944), Sverre Henschien (hasta febrero de 1945) y el sveitfører Sophus Kahrs (hasta el 9 de mayo de 1945).
Los miembros del Førergarde llevaban una insignia especial de plata ovalada con el borde esmaltado en negro. En la parte superior estaba el emblema del partido NS (cruz de San Olaf), en el que se posaba un águila con las alas extendidas, y debajo las iniciales "VQ" en blanco.